# Rumänischer Eishockeypokal 2007/08
Der Rumänische Eishockeypokal, rumänisch: Cupa României la Hochei pe gheaţă  wird seit 1969 ausgetragen.

## Teilnehmer und Modus
An der Austragung des Rumänischen Eishockeypokals im Jahre 2007/08 nahmen die Mannschaften der vorjährigen Rumänischen Liga und der Zweitligist aus Brașov sowie eine zweite Mannschaft des SC Miercurea Ciuc teil. In zwei Gruppen qualifizierten sich die jeweils beiden ersten für die Halbfinalspiele. In Überkreuzvergleichen wurden die Finalisten ermittelt. Es fand jeweils nur ein Spiel ohne Rückspiel statt.
| Sport Club Miercurea Ciuc | Sportul Studențesc Bukarest | CS Progym Gheorgheni          | Sport Club Miercurea Ciuc II |
| Steaua Bukarest           | CSM Dunărea Galați          | HC Csíkszereda Miercurea Ciuc | SCM Fenestela 68 Braşov      |

## Gruppenphase

### Gruppe A
| 24. September 2007 | Sport Club Miercurea Ciuc István Sprencz (3) Ondrej Kavulic (2) Milan Carsky (2) Szilárd Sándor (2) Ervin Moldován (2) Róbert Péter Peter Ordzovensky Levente Hozó | 14:0 (5:0, 6:0, 3:0) | Sportul Studențesc | Vákár Lajos Műjégpálya, Miercurea Ciuc |

| 24. September 2007 | CS Progym Gheorgheni Ramon Kerata (3) Konyár (2) Csaba Farkas (2) Ondrej Piskura (2) Attila Góga Attila Laczkó Szabolcs Molnár Tibor Sára | 13:0 (3:0, 5:0, 5:0) | Sport Club Miercurea Ciuc II | Vákár Lajos Műjégpálya, Miercurea Ciuc |

| 25. September 2007 | CS Progym Gheorgheni Szabolcs Balla (2) Attila Góga (2) Csaba Csiki (2) Konyár (2) Attila Gergely (2) Ladislav Hopkovic Zoltan Molnár Loránd Bálint Attila Laczkó Ramon Kerata Ondrej Piskura Zsolt Kozma | 17:1 (4:0, 4:0, 9:1) | Sportul Studențesc Dragos Iordache | Vákár Lajos Műjégpálya, Miercurea Ciuc |

| 25. September 2007 | Sport Club Miercurea Ciuc József Adorján (5) Szabolcs Szőcs (2) Ervin Moldován (2) Ondrej Kavulic (2) Szabolcs Papp Szilárd Sándor Levente Péter Peter Ordzovensky Peter Misal Levente Zsók István Antal jr | 19:2 (7:1, 6:0, 6:1) | Sport Club Miercurea Ciuc II Zsombor Molnár Attila Kánya | Vákár Lajos Műjégpálya, Miercurea Ciuc |

| 26. September 2007 | Sport Club Miercurea Ciuc Anton Poznik (4:38) Peter Ordzovensky (22:03) Ervin Moldován (31:14) | 3:2 (1:1, 2:0, 0:1) | CS Progym Gheorgheni Csaba Csiki (11:17) Attila Gergely (44:47) | Vákár Lajos Műjégpálya, Miercurea Ciuc |

| 26. September 2007 | Sport Club Miercurea Ciuc II | 6:3 | Sportul Studențesc | Vákár Lajos Műjégpálya, Miercurea Ciuc |

| Platz | Verein                       | Sp. | S | N | Tore | Punkte |
| ----- | ---------------------------- | --- | - | - | ---- | ------ |
| 1     | Sport Club Miercurea Ciuc    | 3   | 3 | 0 | 36:4 | 9      |
| 2     | CS Progym Gheorgheni         | 3   | 2 | 1 | 32:4 | 6      |
| 3     | Sport Club Miercurea Ciuc II | 3   | 1 | 2 | 8:35 | 3      |
| 4     | Sportul Studențesc           | 3   | 0 | 3 | 4:37 | 0      |

### Gruppe B
| 24. September 2007 | CSA Rangers Steaua Bukarest Cătălin Geru (5) Cosmin Flueraș (2) Denis Zabludovsky (2) Butucnov Nicolescu Krehac Vernikov Halavinov | 14:0 (4:0, 5:0, 5:0) | CSM Dunărea Galaţi | Gheorgheni |

| 24. September 2007 | HC Csíkszereda Miercurea Ciuc Ede Mihály (3) Patrik Bosak (2) Zsolt Molnár Tomas Kramny István Szabó László Kovács Magor Tivadar Petres Ladislav Harabin | 11:0 (2:0, 5:0, 4:0) | SCM Fenestela 68 Braşov | Gheorgheni |

| 25. September 2007 | HC Csíkszereda Miercurea Ciuc Csanád Virág (2) Magor Tivadar Petres Tamás Solti Attila Bálint Levente Péter László Kovács Zsolt Molnár | 8:0 (3:0, 3:0, 2:0) | CSM Dunărea Galaţi | Gheorgheni |

| 25. September 2007 | CSA Rangers Steaua Bukarest Cătălin Geru (3) Harlavinov (2) Krehac Catalin Ghenea Vernikov Denis Zabludovsky Răzvan Lupaşcu Tibor Basilidesz | 11:2 (5:0, 2:1, 4:1) | SCM Fenestela 68 Braşov Attila Ambrus Zsolt Kopacz | Gheorgheni |

| 26. September 2007 | CSA Rangers Steaua Bukarest Peter Krechac (3:08) Cătălin Geru (29:07) Peter Krechac (42:46) | 3:2 (1:1, 1:1, 1:0) | HC Csíkszereda Levente Lőrincz (12:27) Kristian Kovac (37:50) | Gheorgheni |

| 26. September 2007 | SCM Fenestela 68 Braşov | 4:0 | CSM Dunărea Galaţi | Gheorgheni |

| Platz | Verein                  | Sp. | S | N | Tore | Punkte |
| ----- | ----------------------- | --- | - | - | ---- | ------ |
| 1.    | Steaua Bukarest         | 3   | 3 | 0 | 28:4 | 9      |
| 2.    | HC Csíkszereda          | 3   | 2 | 1 | 21:3 | 6      |
| 3.    | SCM Fenestela 68 Braşov | 3   | 1 | 2 | 6:22 | 3      |
| 4.    | CSM Dunărea Galați      | 3   | 0 | 3 | 0:26 | 0      |

## Spiel um Platz 7
| 28. September 2007 | CSM Dunărea Galați | 9:2 (3:0, 1:1, 5:1) | Sportul Studențesc | Gheorgheni |

## Spiel um Platz 5
| 28. September 2007 | SCM Fenestela 68 Braşov | 8:3 (3:2, 2:1, 3:0) | Sport Club Miercurea Ciuc II | Gheorgheni |

## Halbfinale
| 28. September 2007 | Sport Club Miercurea Ciuc Peter Filip Sandor Szilard Milan Carsky Szabolcs Papp | 4:3 (1:1, 0:2, 3:0) | HC Csíkszereda Magor Tivadar Petres (2) Kristian Kovac | Vákár Lajos Arena, Miercurea Ciuc |

| 28. September 2007 | CSA Rangers Steaua Bukarest Mihail Georgescu Ioan Timaru Andrei Butochnov Răzvan Lupaşcu Cătălin Geru Tibor Basilidesz | 6:3 (1:2, 1:0, 4:1) | CS Progym Gheorgheni Csaba Farkas Attila Gergely Attila Góga | Vákár Lajos Arena, Miercurea Ciuc |

## Spiel um Platz 3
| 29. September 2007 | HC Csíkszereda Bálint (8:18) Magor Tivadar Petres (27:52) Kovač (35:30) Kramny (55:15) | 4:3 (1:1, 2:1, 1:1) | CS Progym Gheorgheni Zsolt Kozma (19:25) Attila Gergely (39:59) Csaba Farkas (44:14) | Miercurea Ciuc |

## Finale
| 29. September 2007 | Sport Club Miercurea Ciuc Peter Filip (2:16) Szabolcs Szőcs (12:54) Lubomir Duda (26:35), (42:38) Róbert Péter (47:09) Ondrej Kavulic (57:35) | 6:1 (2:0, 1:0, 3:1) | CSA Rangers Steaua Bukarest László Basilidesz (57:31) | Vákár Lajos Arena, Miercurea Ciuc Zuschauer: 3.500 |